# Lippold von Bredow
Lippold von Bredow (* vor 1369; † nach 1411) war Landeshauptmann beziehungsweise Statthalter in der Mark Brandenburg.

## Leben und Wirken

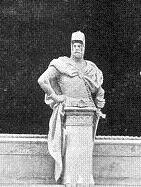
Heroisierende Skulptur Lippold von Bredows in der Siegesallee, Eugen Börmel, 1900

Lippold von Bredows Vater war Jacob von Bredow. Er hatte mindestens zwei Brüder, Henning und Peter.
Er bekleidete 1369 und 1370 unter dem Markgrafen Otto V. das Amt eines Marschalls. Wahrscheinlich als Pfand erwarb er die Burgvogtei Neustadt an der Dosse. Laut dem Landbuch Kaiser Karls IV. von 1375 besaß der Adelige neben Neustadt an der Dosse auch Kremmen und hatte in Möthlow zwei Afterbelehnungen vergeben. Im Jahr 1379 wurde Lippold von Bredow zum Hauptmann des Havellandes und des Ländchens Glien ernannt. In der Folge soll er an mehreren Kriegszügen beteiligt gewesen sein. Im Februar 1381 wurde Lippold von Bredow als markgräflicher Vogt erwähnt. 1383 oder 1384 wurde er zum Landeshauptmann der Mark ernannt. Da sich zu jener Zeit die Fürsten meist nicht in Brandenburg aufhielten, übten die Landeshauptleute anstatt der Fürsten sowohl die zivile als auch die militärische Herrschaft aus.
Laut einer Urkunde vom Dezember 1384 leitete Lippold von Bredow als Landeshauptmann gemeinsam mit dem Dietrich von der Schulenburg, Bischof von Brandenburg sowie Wichard IV. von Rochow in seiner Rolle Gerichtstage.
1388 wurde Lippold von Bredow von Jobst von Mähren, nachdem dieser von seinem Vetter Sigismund die Mark Brandenburg als Pfand erhalten hatte, zum Statthalter (wieder-)ernannt. Er führte mehrere kriegerische Auseinandersetzungen mit Albrecht III., Erzbischof von Magdeburg. Zwei Jahre später wurde gegen ihn in Magdeburg in Abwesenheit ein kirchlicher Prozess angestrebt. Durch Papst Bonifatius IX. wurde in diesem Prozess der Dechant der Kirche St. Sebastian zum Richter ernannt.
1391 wurde Lippold von Bredow beim Angriff auf das Schloss in Milow von den Magdeburgern gefangen genommen und bis November 1396 in Haft gehalten. Seine Freilassung wurde erst durch König Wenzel erreicht. Die weiteren Jahre verwaltete er sein Amt und seine Besitzung, zu der das Schloss Plaue gehörte, trotz Fehden und Raubrittertum wohl relativ ruhig. In einer Urkunde aus dem Jahr 1399 wurde ein Vertrag zwischen Erzbischof Albrecht III. und Lippold von Bredow über das Schloss Plaue und zu leistenden Beistand Lippolds und seiner Freunde gegen die Mark Brandenburg festgeschrieben, und im folgenden Jahr 1400 übertrug Lippold seine Ländereien seinem Schwiegersohn Johann von Quitzow. Dieser war mit Bredows Tochter Agnes verheiratet.
1403 war Lippold von Bredow im Auftrag des Magdeburger Erzbischofs vom Augustinerkloster Zerbst exkommuniziert gewesen. Am 5. Mai war in den Städten Brandenburg (Altstadt und Neustadt) und im Brandenburger Dom aus diesem Grund das Interdikt verhängt worden.
In einer Urkunde von Friedrich I. von 1412 ist Lippold von Bredow als Zeuge angegeben.

## Ehrungen
In der Berliner Siegesallee stand eine Büste Lippolds von Bredows. Geschaffen von Eugen Börmel und enthüllt am 6. Mai 1900 stand sie in der Gruppe 14 und flankierte rechts die des Kaisers Sigismund. Die Figuren befinden sich seit Mai 2009 in der Zitadelle Spandau. Der Kopf der Statue war abgebrochen und wurde 1984 wieder angesetzt.